# Coupe de la Ligue d'Irlande féminine de football
La Coupe de la Ligue d'Irlande de football féminin est une compétition de football jouée en Irlande. Cette compétition est ouverte à tous les membres de la Ligue d'Irlande, c'est-à-dire participant au Championnat d'Irlande de football féminin, créé en 2011. 

## Histoire
La première finale a lieu le 6 mai 2012 au Tallaght Stadium de Dublin et oppose le Peamount United aux Shamrock Rovers. Le Peamount United s'impose sur le score de 1-0 grâce à un but de Stephanie Roche ; le club réalise ainsi un triplé Championnat-Coupe-Coupe de la Ligue. 
Le 19 mai 2013 au Milebush Park de Castlebar, le Peamount United conserve son titre en battant par 6 buts à 3 le Castlebar Celtic. 
Le 18 mai 2014, le Wexford Youths FC bat le Castlebar Celtic 3-0 en finale. 
Le Raheny United remporte sa première finale le 26 avril 2015 en battant le Peamount United après prolongation (3-2).
Le Shelbourne LFC remporte lui aussi sa première finale le 15 mai 2016 en battant l'UCD Waves 3-2. Le club conserve son titre en 2017, battant en finale le Peamount United le 23 septembre 2017 (1-1 après prolongation, 5-4 aux tirs au but).

## Palmarès
| Saison | Vainqueur                       | Score           | Finaliste         | Stade            |
| ------ | ------------------------------- | --------------- | ----------------- | ---------------- |
| 2012   | Peamount United                 | 1-0             | Shamrock Rovers   | Tallaght Stadium |
| 2013   | Peamount United                 | 6-3             | Castlebar Celtic  | Milebush Park    |
| 2014   | Wexford Youths FC               | 3-0             | Castlebar Celtic  | Ferrycarrig Park |
| 2015   | Raheny United                   | 3-2 ap          | Peamount United   | Tolka Park       |
| 2016   | Shelbourne Ladies Football Club | 3-2             | UCD Waves         | Richmond Park    |
| 2017   | Shelbourne Ladies Football Club | 1-1 ap, 5-4 tab | Peamount United   | Greenogue        |
| 2018   | Peamount United                 | 2-1             | Wexford Youths FC | Ferrycarrig Park |
| 2019   | Shelbourne Ladies Football Club | 1-0             | Wexford Youths FC | Ferrycarrig Park |